# Ein Star für Dich

Logo

Ein Star für Dich (eigene Schreibweise: ein STAR für Dich) ist eine Fernsehsendung im Disney Channel, in dem Kinder und Jugendliche von ihrem Lieblingsstar überrascht werden.
Die zu überraschenden Kinder werden mit einem Vorwand zu einem vermeintlichen Event gelockt. Dort angekommen, werden sie von ihrem Star und einem zehn-köpfigen TV-Team überrascht. Das Kind darf dann den restlichen Tag mit seinem Star verbringen.
Moderiert wird die Sendung abwechselnd von Dennis Wilms und Jasmin Wagner. Die Regie bei „Ein Star für dich“ führt Diana Feil.
Zur Fußball-EM 2008 wurde eine ähnliche Serie vom deutschen Disney Channel produziert, „Profi Coach“, in der Profisportler jungen Nachwuchstalenten hilfreiche Tipps geben.

## Prominente, die mitgemacht haben
- Martin Schneider
- Ralf Zacherl
- Vanilla Ninja
- Markus Maria Profitlich
- US5
- Bro’Sis
- Isabell Werth
- Overground
- Marc Terenzi
- Peter Maffay
- Mike Hanke
- Felix von Jascheroff
- Florian Kehrmann
- Banaroo
- Sandy Mölling
- Dominic Saleh-Zaki
- Rainer Schüttler
- Marlon
- Lucry
- Reamonn
- Tobias Regner
- Stefano Garris
- Markus Werther